# Dorcadion kraetschmeri
Dorcadion kraetschmeri là một loài bọ cánh cứng trong họ Cerambycidae.